# 末光弘和
末光 弘和（すえみつ ひろかず、1976年1月24日 - ）は、愛媛県松山市出身の日本の建築家。末光陽子と共にSUEP.共同主宰。風や熱などのシミュレーション技術を駆使し、自然と建築が共生する新しい有機的建築のデザインを手がけている。主な住宅作品に「向日居」（住まいの環境デザイン・アワード2013グランプリ）「地中の棲処」（第27回吉岡賞）「淡路島の住宅」（2018年度グッドデザイン賞 グッドデザイン金賞（経済産業大臣賞））など。

## 経歴
1976年、愛媛県松山市に生まれる。愛光中学校・高等学校を経て、1999年に東京大学工学部建築学科を卒業後、2001年に東京大学大学院工学系研究科建築学専攻修士課程を修了。同年から伊東豊雄建築設計事務所に入り、2006年まで勤務した。
2007年にSUEP.を主宰。2009年から2011年まで横浜国立大学大学院YGSA設計助手。2011年からは株式会社SUEP代表取締役を務める。現在、九州大学大学院人間環境学研究院准教授。

## 主な作品
- 2005年 松山の住宅（愛媛県）、中村製紙所新社屋（福岡県）
- 2008年 仙台の住宅（宮城県）、我孫子の住宅（千葉県）
- 2009年 下川歯科医院（福岡県）
- 2010年 地中の棲処（福岡県）、Y-GSA Power Plant Studio（神奈川県）
- 2011年 葉陰の段床（福岡県）
- 2012年 向日居（福岡県）、Birdy Terrace（東京都）
- 2013年 光壺の家（東京都）、二重屋根の家（山口県）、木籠のオフィス（福岡県）、九州芸文館アネックス1（福岡県）
- 2014年 嬉野市立塩田中学校（佐賀県）、嬉野市社会文化会館（佐賀県）
- 2016年 ソロー茨城（茨城県）、山元町こどもセンター（宮城県）、山元町立山下第二小学校（宮城県）
- 2017年 風光舎（東京都）
- 2018年 淡路島の住宅（兵庫県）、清里のグラスハウス（山梨県）

## 展覧会
- 2007年 末光弘和＋末光陽子/SUEP.展　〜自然と建築の新しい関係〜
- 2009年 東京建築士会住宅建築賞　入賞作品展
- 2010年 末光弘和＋末光陽子/SUEP.展　@ 地中の棲処「自然に学ぶ建築の新しい快適性」
- 2012年 ARCH(K)INDY 模型展
- 2012年 AGC studio Exhibition No.05 12組の若手建築家による未来の建築を感じる模型展「新しい建築の楽しさ」展
- 2013年 住まいの環境デザイン・アワード受賞作品展＠リビングデザインセンターOZONE
- 2013年 みんなのキッチンストーリー＠リビングデザインセンターOZONE
- 2013年 作品展＠モスクワ建築大学（ロシア語版、英語版）ギャラリー（VKHUTEMAS）
- 2013年 末光弘和＋末光陽子／SUEP.展「自然循環系の一部としての建築」＠プリズミックギャラリー
- 2013年 HOUSE VISION（山本理顕、仲俊治と共に末光弘和が会場内ブースの展示を担当）
- 2014年 「都市型コンパクトライフのススメ展-二人暮らしの50㎡」＠リビング・デザインセンター
- 2015年 Architecture as a part of natural circulation＠ 田園城市生活風格書店B1F藝文空間
- 2015年 Architecture as a part of natural circulation＠ 陸府美學館

## 受賞
- 2007年 第19回福岡県美しいまちづくり建築賞一般の部 大賞
- 2009年 横浜国立大学 橋コンセプトデザインコンペ 佳作
- 2009年 第13回TEPCO快適住宅コンテスト 最優秀賞
- 2009年 平成21年住宅建築賞
- 2010年 日本建築家協会環境建築賞
- 2011年 第27回吉岡賞 - 地中の棲処
- 2011年 第23回 福岡県美しいまちづくり建築賞　大賞
- 2013年 住まいの環境デザイン・アワード2013　グランプリ
- 2017年 第20回木材活用コンクール 優秀賞-全国木材組合連合会会長賞-
- 2018年 平成30年度山梨県建築文化賞 建築文化賞（清里のグラスハウス）
- 2018年 2018年度グッドデザイン賞 グッドデザイン金賞（経済産業大臣賞）
- 2019年 平成30年度 日本風工学会 日本風工学会デザイン賞

## 著書
- 新建築住宅特集2015年４月臨時増刊「風のかたち　熱のかたち　建築のかたち」
- SUEP.BOOK2 Design Theory
- SUEP.BOOK1 Work Collection